# Кристофър
Кристофър (на английски: Christopher) е град в окръг Франклин, щата Илинойс, Съединени американски щати.

## Население
През 2010 година населението на града е 2382 души, от тях: 98,6 % – бели, 0,28 % – азиатци, 0,11 % – чернокожи, 0,04 % – индианци. През 2017 г. населението му се увеличава на 2730 души (по приблизителна оценка).

## Личности
- Пол Колинс (р. 1951 г.), баскетболист
- Джон Малкович (р. 1953 г.), киноактьор, продуцент и режисьор
- Джийн Райбърн (1917 – 1999 г.), радио и ТВ водещ